# Neo4j
Neo4j és un sistema de gestió de bases de dades de gràfics (GDBMS) desenvolupat per la companyia nord-americana Neo4j.
Els elements de dades que Neo4j emmagatzema són els nodes, les arestes que els connecten i els atributs dels nodes i les arestes. Descrit pels seus desenvolupadors com una base de dades transaccional compatible amb ACID amb emmagatzematge i processament de gràfics nadius, Neo4j està disponible en una «edició comunitària» no de codi obert amb llicència amb una modificació de la Llicència Pública General de GNU, amb còpia de seguretat en línia i extensions d'alta disponibilitat amb llicència comercial de codi tancat. Neo també llicència Neo4j amb aquestes extensions en termes comercials de codi tancat.
Neo4j està implementat en Java i s'hi pot accedir des de programari escrit en altres llengües amb el llenguatge de consulta Cypher mitjançant un punt final transaccional HTTP, o mitjançant el protocol binari Bolt. El «4j» de Neo4j és una referència a la construcció en Java, però ara es veu en gran manera com un anacronisme.

## Història
Neo4j és desenvolupat per Neo4j, Inc., amb seu a San Mateo, Califòrnia, Estats Units, i Malmö, Suècia. La primera versió 1.0 es va publicar el febrer de 2010.
La versió 2.0 de Neo4j es va publicar el desembre de 2013.
La versió 3.0 de Neo4j es va publicar l'abril de 2016.
El novembre de 2016, Neo4j va aconseguir amb èxit 36 milions de dòlars en finançament de la sèrie D liderat per Greenbridge Partners Ltd.
El novembre de 2018, Neo4j va aconseguir amb èxit 80 milions de dòlars en finançament de la sèrie E liderat per One Peak Partners i Morgan Stanley Expansion Capital, amb la participació d'altres inversors com Creandum, Eight Roads i Greenbridge Partners.

El juny de 2021, Neo4j va anunciar una altra ronda de finançament, 325 milions de dòlars a la sèrie F.

## Llicències i edicions
Neo4j es presenta en cinc versions. Dues són versions locals, Community (gratuïta) i Enterprise, i tres són edicions només al núvol: AuraDB Free, AuraDB Professional i AuraDB Enterprise. Té una llicència dual: GPL v3 (amb parts del codi sota AGPLv3 amb la clàusula Commons) i una llicència de propietat. L'edició de la comunitat és gratuïta, però es limita a executar-se en un node només a causa de la manca de clúster i no té còpies de seguretat en calent.
L'edició Enterprise desbloqueja aquestes limitacions, permetent l'agrupació, les còpies de seguretat en calent i la supervisió. L'edició Enterprise està disponible sota una llicència comercial de codi tancat.
L'edició Enterprise desbloqueja aquestes limitacions, permetent l'agrupació, les còpies de seguretat en calent i la supervisió. L'edició Enterprise està disponible sota una llicència comercial de codi tancat.

## Estructura de dades
Els elements de dades són nodes, arestes que connecten nodes entre si, i atributs de nodes i arestes. Els nodes i les arestes es poden etiquetar. Les etiquetes es poden utilitzar per restringir les cerques. A partir de la versió 2.0, la indexació es va afegir a Cypher amb la introducció d'esquemes. Anteriorment, els índexs eren suportats per separat de Cypher.